# 新馬雷克拉區

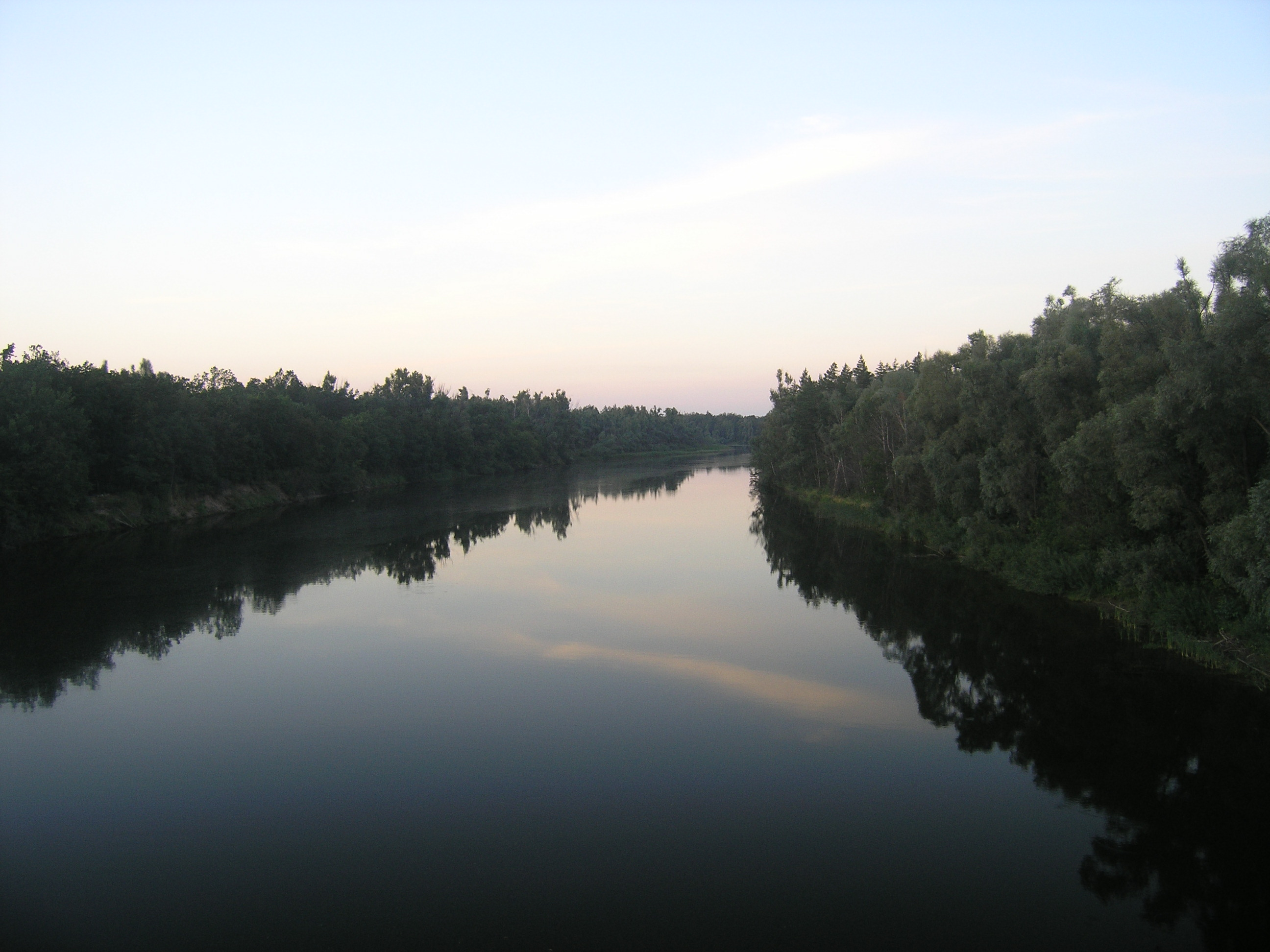

54°12′00″N 49°56′24″E / 54.20000°N 49.94000°E
新馬雷克拉區（俄语：Новомалыклинский район），是俄羅斯的一個區，位於該國西南部，由烏里揚諾夫斯克州負責管轄，面積971平方公里，2010年人口15,379，人口密度每平方公里15.84人。